# جون بورن
جون بورن (2 نوفمبر 1872 في المملكة المتحدة - 23 ديسمبر 1952 في المملكة المتحدة) (بالإنجليزية: John Bourne)‏ هو لاعب كريكت بريطاني وبريطاني (وحمل سابقاً جنسية المملكة المتحدة لبريطانيا العظمى وأيرلندا). لعب مع نادي مقاطعة ديربيشاير للكريكت ‏.